# لویی پگلیون
لویی پگلیون (فرانسوی: Louis Peglion‎; ۸ مارس ۱۹۰۶ – ۱۵ اوت ۱۹۸۶) دوچرخه‌سوار اهل فرانسه بود.